# Historia plantarum (Teofrasto)
L'Historia plantarum (in greco antico: Περὶ φυτῶν ἱστορία?) è un trattato di botanica scritto dal filosofo e scienziato greco Teofrasto.
Il libro costituisce uno dei più importanti libri di storia naturale scritti nell'antichità.

## Temi e contenuto
Teofrasto esamina la struttura, la riproduzione e la crescita delle piante; le varietà di piante in tutto il mondo; il legno; le piante selvatiche e coltivate; e i loro usi. Il libro IX, in particolare, sugli usi medicinali delle piante, è uno dei primi erbari, che descrive succhi, gomme e resine estratti dalle piante e come raccoglierli. Teofrasto descrisse le piante in base ai loro usi e tentò una classificazione biologica basata su come le piante si riproducevano, una prima volta nella storia della botanica. Egli revisionò continuamente il manoscritto, che rimase incompiuto alla sua morte. Lo stile condensato del testo, con i suoi numerosi elenchi di esempi, indica che Teofrasto usò il manoscritto come appunti di lavoro per le lezioni ai suoi studenti, piuttosto che intenderlo per essere letto come un libro.

## Struttura dell'opera
L'Historia plantarum fu scritta tra il 350 a.C. e il 287 a.C.circa, in dieci volumi, di cui nove sono sopravvissuti. Il libro classifica le piante in base al modo in cui si riproducono, alle loro località, alle loro dimensioni e ai loro usi pratici, tra cui alimenti, succhi ed erbe. 
I libri descrivono la storia naturale delle piante come segue: 

### Libro I: Anatomia delle piante
Teofrasto esamina l'anatomia delle piante, comprese le foglie (phylla), i fiori, gli amenti, i frutti (karpoi), i semi, le radici (rhizai) e il legno.
Le piante sono classificate come alberi, arbusti, piante erbacee perenni ed erbe annuali  (poai); queste divisioni sono riconosciute come grossolane e pronte, così come la divisione in selvatiche o coltivate, mentre la divisione acquatica/terrestre sembrava essere naturale. Teofrasto nota che alcune piante sono irregolari, mentre l'abete bianco ha rami sempre opposti l'uno all'altro e altre piante hanno rami equidistanti o in file. I fichi hanno le radici più lunghe, mentre il baniano invia radici dai germogli, formando un cerchio di radici a distanza tutto intorno al tronco.

### Libro II: Propagazione degli alberi e delle piante
Teofrasto in questo libro scrive che le piante possono crescere spontaneamente, dai semi o dalle parti vegetative della pianta. Le piante con bulbi crescono da quelle. Il terreno e il clima influenzano la crescita. Alcune piante si trasformano in altre se non si presta attenzione, così il bergamotto si trasforma in menta e il grano in loglio. Riferisce che se il sedano viene calpestato dopo la semina, diventerà riccio e che i fichi sono gli alberi più facili da propagare, mentre le palme da dattero devono essere coltivate da diversi semi insieme e amano l'irrigazione, il letame, il sale (all'età di un anno) e il trapianto. Altri tipi di palma hanno abitudini e frutti diversi. Nota che gli insetti gallici escono dai fichi selvatici e fanno gonfiare i fichi coltivati, il che aiuta a prevenire la caduta prematura del frutto. La spata maschile della palma da dattero viene tagliata e portata alla femmina e la sua polvere viene scossa sull'albero femmina per farla fruttificare. 

### Libro III: Alberi selvaggi
Teofrasto afferma che tutti gli alberi selvatici crescono dai semi o dalle radici. Menziona che i filosofi parlavano di generazione spontanea, come quando Anassagora afferma che l'aria contiene i semi di ogni pianta, mentre Diogene di Sinope credeva che le piante nascessero quando l'acqua si mescolava alla terra. In luoghi come Creta, Teofrasto scrive che le piante autoctone spuntano se il terreno viene semplicemente disturbato e che gli alberi selvatici sono generalmente più vigorosi di quelli coltivati, danno frutti più tardi e amano i terreni freddi e collinari. Afferma che gli alberi che possono crescere sia in collina che in pianura crescono meglio e più alti se coltivati in pianura.

### Libro IV: Alberi e arbusti dall'estero
In questo libro Teofrasto descrive alberi e arbusti provenienti da luoghi e habitat diversi, come ad esempio una parte riparata della regione dell'Arcadia vicino a Krane in una profonda valle dove il sole non arriva mai, e gli abeti bianchi sono eccezionalmente alti. Esamina le piante dell'Egitto, della Libia, dell'Asia, delle regioni settentrionali, e poi le piante acquatiche del Mediterraneo, le zone umide soprattutto in Egitto, canne e giunchi. Considera anche i fattori che limitano la vita delle piante, tra cui malattie e danni causati dalle intemperie.

### Libro V: Legno
Teofrasto descrive il legno di diversi alberi, gli effetti del clima sul legno, dei nodi e degli "avvolgimenti" nel legname e altre differenze di qualità. Discute quali legni usare per scopi specifici come per la falegnameria, la costruzione navale e per costruire case e per la produzione di carbone. Si dice che gli alberi più utili siano l'abete bianco e l'abete rosso, e hanno il legno migliore nelle dimensioni più grandi; l'abete bianco è più morbido dell'abete rosso, e il suo legno ha strati come una cipolla, ed è fatto interamente di questi strati. Il legno più forte e più attraente è liscio, senza nodi. In Siria, il legno di terebinto è scuro e a grana fine, riferisce Teofrasto, e usato sia per i manici dei pugnali che, tornito al tornio, per fare tazze. Afferma che il legno più duro è quello di quercia e leccio, mentre l'olmo si deforma di meno, quindi è usato per i perni e le prese delle porte, che devono essere dritte. Il legno di palma è leggero e morbido come la quercia da sughero, ma è più duro e meno fragile, quindi è ottimo per intagliare immagini. Il legname di cedro, ebano, bosso, ulivo, quercia e castagno dolce si conserva bene e resiste alla decomposizione. Afferma inoltre che il legno di tamarisco proveniente dalla Grecia è debole, ma quello dell'isola araba di Tylos è forte quanto la quercia kermes. Il legno di quercia e le parti nodose di abete e abete bianco sono descritti come i più difficili da lavorare. Le navi sono generalmente fatte di abete bianco, abete e cedro siriano. Teofrasto registra che nelle pianure dell'Italia (il paese dei Latini) crescono allori, mirti e faggi eccellenti abbastanza lunghi per l'intera lunghezza di una nave.

### Libro VI: Arbusti sottobosco con spine o senza
Teofrasto classifica i sottoarbusti come spinosi, come il cardo, l'eringo e il cartamo, e senza spine, come la maggiorana, la santoreggia, la salvia, il marrubio e la melissa. Nota che alcuni hanno uno stelo cavo, come la belladonna e la cicuta. Le rose, afferma, variano per numero di petali, ruvidità della corteccia, colore e profumo; hanno cinque, dodici, venti o più petali, e quelle con il profumo più dolce provengono da Cirene e sono utilizzate per fare profumi. Sono quindi elencati i tempi di fioritura delle diverse specie.

### Libro VII: Erbe aromatiche
Teofrasto riferisce che cavolo, ravanello e rapa vengono seminati a luglio dopo il solstizio d'estate, insieme a barbabietola, lattuga, senape e coriandolo. Porri, sedano, cipolla e origano vengono seminati a gennaio. Cetriolo, zucche, basilico, portulaca e santoreggia, al contrario, scrive, vengono seminati ad aprile. I semi maturi non germinano subito, ma aspettano il momento giusto. Afferma che tutte le erbe possono essere coltivate dai semi, mentre ruta, maggiorana e basilico possono essere coltivati da talee, e aglio, cipolla e altri bulbi vengono coltivati dalle loro radici. Tutti i fiori di un'erba compaiono contemporaneamente, tranne il basilico che produce una serie di fiori che iniziano in basso sulla pianta. Il cumino ha più frutti, ma si dice che bisogna maledire e insultare la pianta per ottenere un buon raccolto. Teofrasto descrive varietà di alcune erbe, ad esempio che la lattuga bianca è la più dolce e tenera, mentre ci sono molti tipi di cipolla, con varietà sardiane, cnidiane, samotraci e ascaloniane provenienti da quelle regioni. Si dice che l'aglio venga piantato vicino al solstizio; la varietà cipriota è la più grande e viene utilizzata nelle insalate. Si dice che tutte le erbe tranne la ruta amino lo sterco. Delle erbe selvatiche, Teofrasto riferisce che alcune come l'orecchio di gatto sono commestibili, mentre altre come il tarassaco sono troppo amare per essere mangiate

### Libro VIII: Cereali e legumi
Teofrasto raggruppa i cereali e i legumi (piselli e fagioli), e include anche il miglio e altre piante con molti semi come il sesamo. Queste possono essere coltivate solo dai semi. Possono essere seminate presto, come con grano, orzo e fagioli, o in primavera dopo l'equinozio, per piante come lenticchie, zizzania e piselli. Veccia e ceci possono, riferisce, essere seminati in entrambe le stagioni. Quando germogliano, i fagioli formano una forma simile a un pene, da cui la radice cresce verso il basso e lo stelo foglioso verso l'alto. Il grano e l'orzo fioriscono per quattro o cinque giorni, mentre i legumi fioriscono molto più a lungo. Teofrasto riferisce che queste piante crescono in modo diverso a seconda della regione. Le varietà di grano sono registrate come denominate in base alle loro località; differiscono per colore, dimensioni, portamento e valore alimentare. 

### Libro IX: Usi medicinali delle piante
Questo libro è uno dei primi erbari. Teofrasto tratta di succhi (chylismos), gomme e resine, degli usi di alcune centinaia di piante come medicinali e di come raccoglierle. Oltre alla Grecia stessa, le piante medicinali sono prodotte in Italia, nella Tirrenia, come racconta Eschilo, e nel Lazio; e in Egitto, che come menziona Omero è la fonte della droga nepenthes che fa dimenticare agli uomini il dolore e la passione. La migliore cicuta proviene da Susa, mentre il dittamo, utile durante il parto, proviene solo da Creta. L'aconito proviene da Creta e Zante; può essere trasformato in un veleno che causa la morte un anno o più dopo averlo assunto, e non esiste antidoto. La cicuta è un veleno che porta una morte indolore; pepe e incenso sono antidoti per questo. Lo strykhnos causa la pazzia, ma la radice di oleandro nel vino rende le persone gentili e allegre. L'erba di Nassau ha molti usi, tra cui per i lividi sulla testa, i morsi di serpente e il prolasso dell'utero.

## Traduzione
L'Historia plantarum fu tradotta per la prima volta in latino da Teodoro Gaza nel 1454;  fu quindi fatta circolare in forma manoscritta e poi pubblicata a Treviso nel 1483. Nel suo originale greco apparve per la prima volta dalla stampa di Aldo Manuzio a Venezia, 1495-98, da un singolo manoscritto corrotto che da allora è andato perduto. Johannes Bodaeus pubblicò un'edizione in folio frequentemente citata ad Amsterdam nel 1644, completa di commenti e illustrazioni xilografiche.

## Influenza dell'opera
L'Historia plantarum ebbe un'importante influenza sulla scienza nel Medioevo e nel Rinascimento. Sulla base di questi libri si ebbero le prime indagini scientifiche sulle piante e uno dei primi sistemi di classificazione di esse. Il grande botanico svedese Linneo chiamò Teofrasto "il padre della botanica".